# أنيت سينكلير
أنيت سينكلير (بالإنجليزية: Annette Sinclair)‏ هي ممثلة أمريكية بدأت مسيرتها الفنية عام 1983.

## وصلات خارجية
- أنيت سينكلير على موقع IMDb (الإنجليزية)
- أنيت سينكلير على موقع أول موفي (الإنجليزية)
- أنيت سينكلير على موقع قاعدة بيانات الأفلام السويدية (السويدية)
- أنيت سينكلير على موقع قاعدة بيانات الفيلم (الإنجليزية)
- أنيت سينكلير على موقع كينوبويسك (الروسية)